# Petrovics Szvetiszláv
Petrovics Szvetiszláv, családi nevén: Petrovich Iván (Újvidék, 1894. január 1. – München, 1962. október 18.) filmszínész.

## Életútja
Petrovich Mladen és Kaszapinovics Krisztina fia. A budapesti Műegyetemen tanult építészmérnöknek, majd harcolt az első világháborúban. A Műegyetemi Athletikai és Football Club (MAFC) atlétájaként elért sportsikereinek köszönhetően indult be filmes pályafutása. 1920–25-ben Bécsben, később Budapesten, 1927-től Berlinben, Münchenben, Párizsban, 1930–31-ben az USA-ban, 1931–41-ben Németországban, majd 1941–44-ben Budapesten forgatott. Emellett fellépett a Vidám Színpadon is.
1945-ben kivándorolt, Münchenbe költözött, ahol a Szabad Európa Rádió munkatársaként is dolgozott. 1929 előtt számos osztrák, magyar, német, francia és amerikai némafilmben is feltűnt. 1931 és 1941 között német filmekben szerepelt. 1945 után német és osztrák produkciók mellékszerepeit alakította.
1921. június 1-én feleségül vette Hübner Lívia Anna idegenvezetőt, akitől 1928-ban elvált. Az 1930-as években Friedl Schuster színésznőt vette el.

## Válogatott filmszerepei
- Hegyek alján (1920) – Pedro pásztorfiú
- A tizennegyedik I-II. (1920) – Jim Jeffries / Riche Richson
- Lengyelvér I-II. (1920) – Proczna Janek / bujdosó
- Szentmihály (1920) – Rodenberg Mihály
- Galathea / Vita Nova (1921) – Landrin orvos
- Farsangi mámor (1921) – Sir Richard Dennis ifjú arisztokrata
- Veszélyben a pokol (1921) – Harry
- Az őrszem (1924) – rendőr
- A vén gazember (1924)
- Denevér (német–francia, 1931)
- Hawaii rózsája (német, 1933)
- Magdolna (1941) – Detky Pál, író
- Európa nem válaszol (1941) – Vincent Gordon
- Életre ítéltek! (1941) – Csaba András, ügyvéd
- Ópiumkeringő (1942) – Krisztián Gábor zongoraművész
- Kalotaszegi madonna (1943) – Karsady Géza
- Machita (1943-44) – Szávody György gyárigazgató
- Második Magyar Kívánsághangverseny (1944, befejezetlen)
- Felvonó a vérpadra (Ascenseur pour l’échafaud) (1958) – Horst Bencker